# Dolga Brda
Dolga Brda – wieś w Słowenii, w gminie Prevalje. W 2018 roku liczyła 373 mieszkańców.